# أوموربيك بسارباييف
أوموربيك بسارباييف (بالإنجليزية: Umurbek Bazarbayev) (من مواليد 17 سبتمبر 1981) هو رافع أثقال تركماني. أفضل رقم شخصي له هو 296 كجم.

## مسيرته
شارك أوموربيك بسارباييف في دورة الألعاب الأولمبية الصيفية لعام 2008 ، إلا أنه لم يستطع متابعة المنافسة وانسحب. كما شارك أيضا في دورة الألعاب الأولمبية الصيفية لعام 2004، حيث حل في المرتبة السادسة في فئة وزن إلى 62 كجم بمثقال 287.5 كجم.
حصل على الميدالية البرونزية في بطولة آسيا عام 2008 في فئة 62 كجم بقدرة إجمالية تبلغ 296 كجم.

## وصلات خارجية
- أوموربيك بسارباييف على موقع أوليمبيديا (الإنجليزية)
- سيرته الذاتية على beijing2008.cn